# Примарна абелева група
{\displaystyle p}-примарна (або {\displaystyle p}-праймерна) абелева група (де {\displaystyle p} — фіксоване просте число) — абелева група {\displaystyle (A,+)}, така, що порядок будь-якого елемента з {\displaystyle A} є степенем {\displaystyle p}.

## Приклади
- {\displaystyle (\mathbb {Z} _{p^{n}},+)} — адитивна група класів залишків за модулю {\displaystyle p^{n}} ;
- {\displaystyle (\mathbb {Z} _{p}[x],+)} — адитивна група кільця многочленів над полем {\displaystyle \mathbb {Z} _{p}}.

## Властивості
- Будь-яка періодична абелева група (тобто група без елементів нескінченного порядку) розкладається на пряму суму {\displaystyle p}-примарних підгруп.

Примарна абелева група {\displaystyle (A,+)} називається елементарною, якщо всі її ненульові елементи мають порядок рівний {\displaystyle p}.
- Абелева група {\displaystyle A} є {\displaystyle p}-примарною елементарною тоді й лише тоді, коли вона розкладається в пряму суму груп вигляду {\displaystyle \mathbb {Z} _{p}}.

{\displaystyle p}-висотою елемента {\displaystyle a\in A} називають найменше натуральне число {\displaystyle n}, таке що {\displaystyle a\in nA}. Якщо такого натурального {\displaystyle n} не існує, то елемент {\displaystyle a} має нескінченну {\displaystyle p}-висоту.
- Критерій Кулікова[ru]: {\displaystyle p}-примарна абелева група {\displaystyle A} є прямою сумою циклічних груп тоді й лише тоді, коли {\displaystyle A} є об'єднанням зростаючого ланцюжка підгруп

{\displaystyle A_{1}\subseteq A_{2}\subseteq \ldots \subseteq A_{n}\subseteq \ldots ,\;\bigcup \limits _{i=1}^{\infty }A_{i}=A} ,
де {\displaystyle p}-висоти ненульових елементів підгруп {\displaystyle A_{i}} менші від фіксованого елемента {\displaystyle k_{n}}.
Критерій Кулікова узагальнює теореми Прюфера:
- Перша теорема Прюфера: Обмежена {\displaystyle p}-примарна (періодична) абелева група є прямою сумою циклічних підгруп.
- Друга теорема Прюфера: Зліченна {\displaystyle p}-примарна абелева група розкладається в пряму суму циклічних підгруп тоді й лише тоді, коли вона не містить ненульових елементів нескінченної {\displaystyle p}-висоти.